# Ophioneurus kurdjumovi
Ophioneurus kurdjumovi är en stekelart som beskrevs av Zakhvatkin 1953. Ophioneurus kurdjumovi ingår i släktet Ophioneurus och familjen hårstrimsteklar. Inga underarter finns listade i Catalogue of Life.